# ماثيو رامزي
ماثيو رامزي (بالإنجليزية: Matthew Ramsey)‏ هو كاتب أغاني أمريكي، ولد في 21 أكتوبر 1977 في بوتشانان في الولايات المتحدة.